# Второй режиссёр

На съёмочной площадке

Второй режиссёр в российском кинопроизводстве выполняет функции аналогичные 1st Assistant Director в западном[что?].
Как правило, на производстве кинокартины задействованы два вторых режиссёра, собственно второй режиссёр и второй режиссёр по планированию. Второй режиссёр отвечает за организационные и технические моменты.

## Обязанности второго режиссёра
В подготовительный период:
- создание режиссёрского сценария (совместно с режиссёром-постановщиком);
- хронометрирование сценария;
- сбор и систематизация информации от департаментов съёмочной группы (художники по костюмам, художника по гриму, ассистента по актёрам, ассистенты по реквизиту, локейшен-менеджера и других);
- планирование съёмочного процесса (календарно-постановочный план) и приведение плана в соответствие с графиками занятости актёров, задействованных в картине;
- выбор подходящих под описание в сценарии объектов из списка предложенного места натурных съёмок (location) менеджером или «скаутом», и дальнейший осмотр выбранных объектов (совместно с режиссёром-постановщиком, оператором-постановщиком и художником);
- разработка режиссёрской экспликации (совместно с режиссёром-постановщиком);
- в отдельных случаях, второй режиссёр может курировать работу художника-раскадровщика.

В производственный период:
- подготовка и рассылка вызывных листов перед каждым съёмочным днём;
- наблюдение и руководство по размещению объектов и группы на съёмочной площадке;
- контроль за своевременным прибытием членов съёмочной группы (в соответствии с временем проставленным в вызывном листе);
- контроль за соблюдением съёмочного графика составленного ранее для текущей смены;
- руководство действиями актёров второго плана и массовки;
- ведение отчётности по результатам съёмочного дня — количество снятых сцен, количество дублей на каждую сцену (совместно с ассистентом режиссёра или «хлопушкой»), количество использованных метров плёнки.

В современном кинопроизводстве существует следующее разделение — второй режиссёр по планированию  и второй режиссёр на площадке.

## Известные вторые кинорежиссёры
- Анна Тубеншляк — второй режиссёр «Ленфильма», работала на картинах «Дело Румянцева», «713-й просит посадку», «Старая, старая сказка» и многих других.
- Леонид Черток — второй режиссёр в фильмах «Тот самый Мюнхгаузен», «Вокзал для двоих» и другие.